# مسجد حجة
مسجد حجة هو أحد المعالم الأثرية والتاريخية والدينية في قرية حجة بمحافظة قلقيلية، بني في عهد السلطان الناصر محمد بن قلاوون عام 1322م، وأضيفت المنارة له عام 1334م. ويوجد على بابه نقش كتب فيه (بسم الله الرحمن الرحيم، عَمَّر هذا المسجد المبارك محمد بن موسى إمام الناحية وعبد الله بن عثمان سنة ثلاث وعشرين وسبعمائة).
يتكون المسجد من المصلى والمأذنة والضريح، وما يميز بيت الصلاة فيه هو واجهته الشمالية التي تطل على الساحة الشمالية المكشوفة والتي يوجد بها ثلاثة مداخل معقودة، وهو ما يشبه في بناءه مسجد الخضراء، وهذا يدل على ارتباطهما التاريخي والمعماري. ومئذنته مثمنة الأضلاع توجد في الزاوية الغربية ويُصعد إليها بسلم حجري وهي مكونة من قاعدة مربعة يعلوها طابقين مضلعين فُتحت في أضلاعهما نوافذ صغيرة وفتحات دائرية، ويعلوها شرفة محمولة على كوابل حجرية. ويتوسط جدار القبلة محراب مجوف به عامود من الطراز البيزنطي، وبيت الصلاة فيه مقسوم لرواقين يفصل بينهما أربعة أعمدة رخامية. وسقفه مقسم إلى عشرة أقسام يغطيها أقبية متقاطعة. وفيه المتوضأ، وسكن الإمام، وضريح إمام المسجد الأول ومؤسسه، وكُتّاب كان يقصده الطلاب من القرى المجاورة للدراسة فيه.

## قصة بناؤه
يقال أن السلطان أحمد بن قلاوون أراد أن يكافئ أحد طلاب قرية حجّة لتفوقه في دراسته في مصر، وهذا العالم يُدعى محمد بن موسى، وخلال مرضه ذهب السلطان وحاشيته لزيارته، فأراد أن يصنع شيئًا لبلده فطلب من السلطان أن تكون مكافأته بناء مسجد في بلده. ويقال أن البنائين انطلقوا من قلعة رأس العين الواقعة بين اللد والرملة، إلى قرية حجّة لبناء هذا المسجد.